# Marilén Cabrera
Marilén Cabrera Olmos (Cochabamba, 17 de mayo de 1956) es una profesora de matemáticas y computación, y política chilena de origen quechua, miembro fundadora del movimiento Acción Humanista (AH). Ejerció como concejala de la comuna de La Florida entre 1992 y 1996. Entre marzo de 2022 y marzo de 2023, se desempeñó como subsecretaria de Bienes Nacionales de su país bajo el gobierno del presidente Gabriel Boric.
Militó históricamente en el Partido Humanista (PH), siendo su presidenta entre 2007 y 2009.

## Estudios
Realizó sus estudios superiores en la carrera de pedagogía en matemáticas y computación en la Universidad de Santiago de Chile en la década de 1980. Posteriormente cursó una capacitación en desarrollo local en Vereniging Van Nederlandse Gemeenten, Holanda, y un postítulo en capacitación y desarrollo en su alma mater.

## Carrera política
Durante su período universitario comenzó su actividad política desde la oposición a la dictadura militar de Augusto Pinochet, integrándose al Partido Humanista (PH); durante su época estudiantil fue dirigenta estudiantil del Centro de Alumnos de la Facultad de Ciencias de la USACH. Tras el retorno a la democracia, el PH se fusionó con el partido Los Verdes (LV), creando la coalición Alianza Humanista Verde (AHV) que integraba la Concertación de Partidos por la Democracia. En las elecciones municipales de 1992, resultó elegida como concejala de la comuna santiaguina de La Florida, siendo una de las 15 concejalas electas de su partido. Ejerció ese cargo en el periodo 1992-1996, repostulando al mismo en las elecciones municipales de 1996, sin resultar reelegida. Posteriormente, se presentó como candidata a diputada en las elecciones parlamentarias de 1997 y luego a senadora en las parlamentarias de 2005 y parlamentarias de 2009, no resultando electa en ninguna de ellas.
Como miembro del Partido Humanista, integró su directiva en varios períodos, siendo elegida secretaria general en 2002, y vicepresidenta entre 2014 y 2019. También asumió como presidenta del partido el 3 de enero de 2007. Durante este período, el 19 de febrero del mismo año, protagonizó la entrega de una tarjeta "Plop!" a la entonces presidenta Michelle Bachelet, una parodia al sistema de pago del nuevo sistema de transporte Transantiago, como una crítica y emplazamiento por la mala calidad de este. Ejerció la titularidad hasta 15 de julio de 2009.
En mayo de 2020, luego de las masivas protestas de octubre de 2019, 275 militantes históricos del Partido Humanista renunciaron a la colectividad junto al entonces diputado Tomás Hirsch, manifestando profundas críticas a la línea actual que estaba siguiendo el partido y acusando un distanciamiento de la gente y del proyecto humanista original debido principalmente al rol de Pamela Jiles dentro de la colectividad. Posteriormente, varios de estos militantes, entre ellos Cabrera, formaron el movimiento Acción Humanista (AH), integrándose al comando de Chile Digno en vista al próximo plebiscito nacional por una nueva constitución. Desde entonces, ha sido una de las voceras del movimiento.
En el contexto de las elección presidencial y  parlamentarias de 2021, Acción Humanista formó parte de la alianza política Apruebo Dignidad, la cual apoyó al candidato Gabriel Boric posterior a ganar la primaria presidencial. Tras resultar electo, el 1 de febrero de 2022 la nombró como próxima subsecretaria de Bienes Nacionales, función que asumió el 11 de marzo de ese año, con el inicio de la administración de Boric.

## Historial electoral

### Elecciones municipales de 1992
- Elecciones municipales de 1992, para la alcaldía de La Florida[13]

| Candidato                | Pacto                          | Partido | Votos  | %     | Resultado |
| ------------------------ | ------------------------------ | ------- | ------ | ----- | --------- |
| Gonzalo Duarte Leiva     | Concertación por la Democracia | PDC     | 40.181 | 29,94 | Alcalde   |
| Lily Pérez San Martín    | Participación y Progreso       | RN      | 21.443 | 15,98 | Concejala |
| Mario Ossandón Cañas     | Concertación por la Democracia | PPD     | 12.673 | 9,44  | Concejal  |
| Carlos Aguilar Chuecos   | Concertación por la Democracia | PDC     | 6.142  | 4,58  | Concejal  |
| Eugenio González Aguiló  | Participación y Progreso       | UDI     | 5.786  | 4,31  | Concejal  |
| Orlando Vidal Duarte     | Concertación por la Democracia | PS      | 5.592  | 4,17  | Concejal  |
| Manuel Almeyda Medina    | Concertación por la Democracia | PS      | 5.268  | 3,93  |           |
| Mireya Baltra Moreno     | Partido Comunista              | PCCh    | 3.727  | 2,78  |           |
| Gloria Solano Rojas      | Unión de Centro Centro         | UCC     | 3.727  | 2,78  |           |
| Marilén Cabrera Olmos    | Concertación por la Democracia | AHV     | 3.148  | 2,35  | Concejala |
| Carlos Uribe Bascur      | Concertación por la Democracia | PDC     | 2.417  | 1,80  | Concejal  |
| Gonzalo Rojas Araya      | Concertación por la Democracia | PDC     | 2.369  | 1,77  | Concejal  |
| Ignacio Yáñez Hernández  | Unión de Centro Centro         | UCC     | 1.992  | 1,48  |           |
| Antonio Vásquez Droguett | Participación y Progreso       | RN      | 1.903  | 1,42  | Concejal  |

### Elecciones municipales de 1996
- Elecciones municipales de 1996, para la alcaldía de (La Florida)[14]

| Candidato                | Pacto                          | Partido | Votos  | %     | Resultado |
| ------------------------ | ------------------------------ | ------- | ------ | ----- | --------- |
| Gonzalo Duarte Leiva     | Concertación por la Democracia | PDC     | 42.760 | 32,36 | Alcalde   |
| Lily Pérez San Martín    | Unión por Chile                | RN      | 42.609 | 32,25 | Concejal  |
| Leonel Herrera Rojas     | Concertación por la Democracia | PPD     | 6.982  | 5,28  | Concejal  |
| Orlando Vidal Duarte     | Concertación por la Democracia | PS      | 5.582  | 4,22  | Concejal  |
| Luis Valdivieso Avendaño | Concertación por la Democracia | PPD     | 5.490  | 4,16  |           |
| Mario Matamala Aguilar   | La Izquierda                   | ILC     | 3.124  | 2,36  |           |
| Eugenio González Aguiló  | Unión por Chile                | ILD     | 2.322  | 1,76  |           |
| Francisco López Muñoz    | La Izquierda                   | PCCh    | 1.978  | 1,50  |           |
| Marilén Cabrera Olmos    | Opción Humanista               | PH      | 1.666  | 1,26  |           |
| Carlos Aguilar Chuecos   | Concertación por la Democracia | PDC     | 1.656  | 1,25  | Concejal  |
| Cecilia Piña             | Concertación por la Democracia | PDC     | 1.457  | 1,10  | Concejala |
| Antonio Vásquez Droguett | Unión por Chile                | RN      | 1.377  | 1,04  | Concejal  |
| Gabriela León Flores     | Unión por Chile                | ILD     | 1.312  | 0,99  | Concejala |
| Gonzalo Rojas Alcayaga   | Concertación por la Democracia | PDC     | 1.280  | 0,97  | Concejal  |
| Hernán Fischer Fairlie   | Unión por Chile                | RN      | 482    | 0,36  | Concejal  |

### Elecciones parlamentarias de 1997
- Elecciones parlamentarias de 1997, candidata a diputada por el distrito 26 (La Florida)[15]

| Candidato                | Pacto                          | Partido | Votos  | %     | Resultado |
| ------------------------ | ------------------------------ | ------- | ------ | ----- | --------- |
| Carlos Montes Cisternas  | Concertación por la Democracia | PS      | 54 536 | 40,74 | Diputado  |
| Lily Pérez San Martín    | Unión por Chile                | RN      | 41 228 | 30,80 | Diputada  |
| Mariana Aylwin Oyarzún   | Concertación por la Democracia | PDC     | 27 743 | 20,72 |           |
| Patricio Aguilar Carrera | La Izquierda                   | PCCh    | 4576   | 3,42  |           |
| Andrés Ugarte Navarrete  | Unión por Chile                | UDI     | 1884   | 1,41  |           |
| Marilén Cabrera Olmos    | Partido Humanista              | PH      | 1721   | 1,29  |           |
| Renato Avendaño Ortiz    | La Izquierda                   | ILD     | 1388   | 1,04  |           |
| Verónica Tagle Muñoz     | Partido Humanista              | PH      | 799    | 0,60  |           |

### Elecciones parlamentarias de 2005
- Elecciones parlamentarias de 2005, candidata a senadora por la Circunscripción 9 (Región de O´Higgins)[16]

| Candidato                 | Pacto                    | Partido | Votos   | %     | Resultado |
| ------------------------- | ------------------------ | ------- | ------- | ----- | --------- |
| Juan Pablo Letelier Morel | Concertación Democrática | PS      | 154 894 | 41,50 | Senador   |
| Andrés Chadwick Piñera    | Alianza                  | UDI     | 94 877  | 25,42 | Senador   |
| Aníbal Pérez Lobos        | Concertación Democrática | PPD     | 72 393  | 19,39 |           |
| Ramón Achurra Larrain     | Alianza                  | ILD     | 34 379  | 9,21  |           |
| Marilén Cabrera Olmos     | Juntos Podemos Más       | PH      | 9852    | 2,64  |           |
| Carmen Moncada Cofre      | Juntos Podemos Más       | ILC     | 6871    | 1,84  |           |

### Elecciones parlamentarias de 2009
- Elecciones parlamentarias de 2009, candidata a senadora por la Circunscripción 11, Maule Sur (Cauquenes, Chanco, Colbún, Linares, Longaví, Parral, Pelluhue, Retiro, San Javier, Villa Alegre y Yerbas Buenas)[17]

| Candidato                | Pacto                         | Partido | Votos  | %     | Resultado |
| ------------------------ | ----------------------------- | ------- | ------ | ----- | --------- |
| Hernán Larraín Fernández | Coalición por el Cambio       | UDI     | 68 354 | 43,12 | Senador   |
| Ximena Rincón González   | Concertación y Juntos Podemos | PDC     | 49 241 | 31,06 | Senadora  |
| Jaime Naranjo Ortiz      | Concertación y Juntos Podemos | PS      | 33 181 | 20,93 |           |
| Juan Ariztía Correa      | Coalición por el Cambio       | ILB     | 6172   | 3,89  |           |
| Marilén Cabrera Olmos    | Nueva Mayoría para Chile      | PH      | 1583   | 1,00  |           |